# U 854
U 854 war ein U-Boot der ehemaligen deutschen Kriegsmarine vom Typ IX C/40, das während des U-Boot-Krieges im Zweiten Weltkrieg eingesetzt wurde.

## Geschichte
U 854 wurde am 21. September 1942 bei der Werft AG Weser in Bremen auf Kiel gelegt und am 19. Juli 1943 in Dienst gestellt. Der Kommandant des Bootes war Kapitänleutnant Horst Weiher. Nach Indienststellung wurde das Boot der 4. U-Flottille in Kiel zur Ausbildung der Besatzung unterstellt.  
Am 4. Februar 1944 lief U 854 nördlich von Swinemünde, auf der Position 54° 44′ N, 14° 16′ O, auf eine Mine. Diese Mine war Bestandteil eines Minenfelds mit dem Codenamen "Geranium", das von britischen Luftstreitkräften ausgebracht worden war. 
Bei der Versenkung von U 854 kamen 51 Besatzungsmitglieder ums Leben, sieben weitere überlebten. Auf dem Golm auf der Insel Usedom wurde eine Gräberstätte auf dem Ehrenfriedhof Swinemünde-Golm für die gefallenen Besatzungsmitglieder eingerichtet.